# Смит, Теобальд
Теобальд Смит (англ. Theobald Smith; 31 июля 1859 — 10 декабря 1934) — американский эпидемиолог, патолог и ветеринар. Считается первым американским учёным-медиком, получившим всемирную известность.
Член Национальной академии наук США (1908), иностранный член Лондонского королевского общества (1932).

## Биография
Родился в Олбани, Нью-Йорк. Получил образование в Корнелле, став доктором биологии в 1881 году, и в медицинском колледже Олбани, получив степень доктора медицины в 1883 году. 
В 1884 году он был назначен директором патологической лаборатории Бюро животноводства в Вашингтоне, где в течение 11 лет исследовал инфекционные заболевания животных. С 1889 по 1893 год занимается исследованием техасской лихорадки и сделал вместе со своим сотрудником Килборном несколько важных открытий. Во-первых, они обнаружили возбудителя Babesia bigemina и доказали, что он передается клещами Boophilus annulatus. А во-вторых, доказали, что инфекция от взрослого клеща  передается с яичками следующему поклонению, которое тоже служит источником заражения скота. Одновременно с этим он был преподавателем бактериологии в Колумбийском университете (ныне Университет Джорджа Вашингтона). 
С 1895 до 1915 года он занимал пост директора патологической лаборатории Отдела здравоохранения штата Массачусетс, а с 1896 года был преподавателем сравнительной патологии в Гарварде. В 1915 году он был назначен директором отдела патологии животных рокфеллеровского Института медицинских исследований в Нью-Йорке, занимая эту должность до своей отставки в 1929 году. Он внёс существенный вклад в изучение человеческого и коровьего туберкулёза. В 1933 году «за исследования болезней людей и животных» награждён медалью Копли.